# Vörös tehénantilop
A vörös tehénantilop (Alcelaphus buselaphus) az emlősök (Mammalia) osztályának párosujjú patások (Artiodactyla) rendjébe, ezen belül a tülkösszarvúak (Bovidae) családjába és a tehénantilop-formák (Alcelaphinae) alcsaládjába tartozó faj. Egyéb nevei: közönséges tehénantilop vagy röviden csak tehénantilop.
Korábban nemének az egyetlen fajaként tartották számon, azonban manapság típusfajnak számít.

## Előfordulása
A vörös tehénantilop Afrika Szaharától délre eső szavannás területein él, Szenegáltól kelet felé Etiópiáig, Kenyáig és Szomáliáig. Délen Botswanában és Zimbabwében is előfordul.
Száraz füves szavannák, bozótosok vagy laza erdős szavannák lakója. Olyan területeken fordul elő, ahol állandó vízlelőhelyek vannak.

## Alfajai
- †észak-afrikai tehénantilop (Alcelaphus buselaphus buselaphus) - Marokkó, Tunézia, Algéria, Líbia és Egyiptom területén élt egykor, az intenzív vadászat miatt az 1920'-as évekre kihalt
- Kongoni tehénantilop (Alcelaphus buselaphus cokii) - Kenya és Tanzánia szavannáin él. Ez az egyetlen valóban nagy számban fennmaradt alfaj
- Lewel-tehénantilop (Alcelaphus buselaphus lelwel) - Csád, Kongói Demokratikus Köztársaság, Közép-afrikai Köztársaság, Kamerun, Szudán, Uganda, Ruanda és Kenya északnyugati része
- nyugati tehénantilop (Alcelaphus buselaphus major) - Afrika nyugati része
- Swayne-tehénantilop (Alcelaphus buselaphus swaynei) - Szomália területén gyakori faj volt egykor. Mára egy kis maradék állománya maradt az etióp-szomáli határvidéken. Veszélyeztetett alfaj
- Tora tehénantilop (Alcelaphus buselaphus tora) - Etiópia és Eritrea száraz szavannáin él. A térségben lezajlott háborúk és a éhínségek miatt száma nagyon lecsökkent. A Természetvédelmi Világszövetség a "veszélyeztetett" kategóriába sorolja

Egyes rendszerezések szerint az Alcelaphus emlősnem másik két faja is ennek az állatnak az alfajai.

## Megjelenése
Az állat fej-törzs-hossza 175–245 centiméter, marmagassága 120–145 centiméter és testtömege 120–180 kilogramm. Szőrzete sima, rövid, árnyalata alfajonként eltérő, a sárgásbarnától az erőteljes rozsdabarnáig terjed. Egyes alfajoknál sötét rajzolat látható az arcon és a lábakon. Feje hosszú és vékony, a lóéhoz hasonló. A szem előtt illatmirigyek helyezkednek el. Fejlett halló-, és szaglóérzéke, valamint jó látása megvédi az állatot a ragadozók, például a nagymacskák és a hiénák támadásaitól. A szarv mindkét ivarnál kettősen (felfelé és hátrafelé) ívelt, és elérheti a 70 centiméteres hosszúságot. Felületén erőteljes keresztirányú kidudorodások figyelhetők meg, a vége hegyes. A bikánál főleg a területvédő harcok során bír jelentőséggel. A szarv kétéves korára fejlődik ki teljes méretére.

## Életmódja
A vörös tehénantilop rendszerint nappal aktív és kisebb csordákban él. Ez a társas faj korábban több ezer egyedből álló csordákat alkotott, melyek hosszú vándorutakat tettek. A bikák territóriumokat hoznak létre, amelyeket főleg optikailag jelölnek meg: termeszvárakra vagy más kiemelkedésekre állnak, kaparnak, guggoló helyzetben székelnek, letérdelnek, szarvukkal a földet böködik, és egyidejűleg szem előtti mirigyeik váladékát a talajra kenik. A határvillongások ritkák, de a territóriumok közepén különösen heves harcok folynak, szarvaikkal lökdösik egymást, közben csüdjükre ereszkednek. Gyakran, jól hallhatóan ütköznek össze szarvaikkal. A kisebb, zárt csoportok egy bikából, néhány tehénből és ezek utódaiból állnak. Több családból nyílt csoportok jönnek létre, melyek szétválnak, majd ismét összeállnak. Az új borjú születésekor az előző még nem vált el az anyától, így gyakran látni egy tehenet két különböző korú borjúval. Néha az idősebb borjú segít megvédeni az újszülöttet. A tehénantilopok „óvodákat" hoznak létre, vagyis egy felnőtt tehén a magáé mellett még más borjakra is vigyáz, amíg azok anyja legel vagy iszik.
Fő táplálékuk a közepes magasságú füvek és lágyszárúak, alkalmanként rövid és magas füveket, valamint leveleket is esznek. Az állat hosszú fején viszonylag magasan ülő szemek lehetővé teszik, hogy a közepes nagyságú fű fölött legelés közben is szemmel tartsa környezetét és ellenségeit. Ha módjuk van rá, a tehénantilopok naponta isznak, de kevés vízzel is átvészelik a száraz időszakot. A vízszükségletét magas víztartalmú növényekből és tökszerű gyümölcsökből is fedezheti. Ellenségeik az oroszlánok, a leopárdok, az afrikai vadkutyák és a csoportosan támadó foltos hiénák. A fiatal állatokra a gepárdok, a kisebb macskafélék és a sakálok is veszélyesek. A tehénantilopok legjobb fegyvere a gyors menekülés és a feszült figyelem.

## Szaporodása
Az ivarérettséget 1–3 évesen éri el. Az udvarlási magatartásban a harcra emlékeztető fenyegető elemek vannak. Ha a tehén párzásra hajlandó, akkor megáll, szétterpeszti a lábát és félrehúzza a farkát. A párzást többször megismétlik, a termékeny időszak csak egy napig tart.
A párzási időszak területenként változó. A vemhesség 8 hónapot tart, ennek végén 1 borjú jön a világra. Az elléshez az anya elhagyja a családot, gyakran az előző borjú is elkíséri. A borjú születése után egy órával már lábra áll, de még két hétig védett helyen marad, és csak ezután csatlakozik a csordához. Az elválasztás 4 hét után következik be.
A szarvak először egyenesen nőnek, egy év múlva kezdenek meghajlani, hogy aztán a második évre elérjék a jellegzetes felnőtt formát. A fiatal bakok két és fél évig maradnak az anyjukkal, tehát egy évvel tovább, mint a rokon nemzetségek fiatal hímjei. Amint elhagyták az anyai csordát, kicsi, nyílt agglegénycsordákba verődnek össze, hogy 4 évesen létrehozzák saját territóriumukat. Az állat 11–20 évig élhet.

## Képek

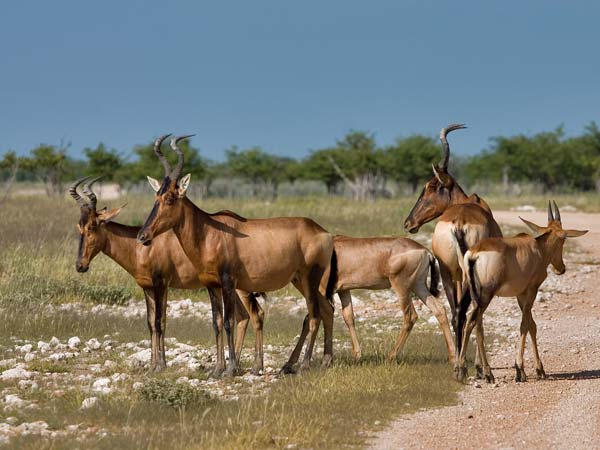
Tehéantilopok Namíbiában
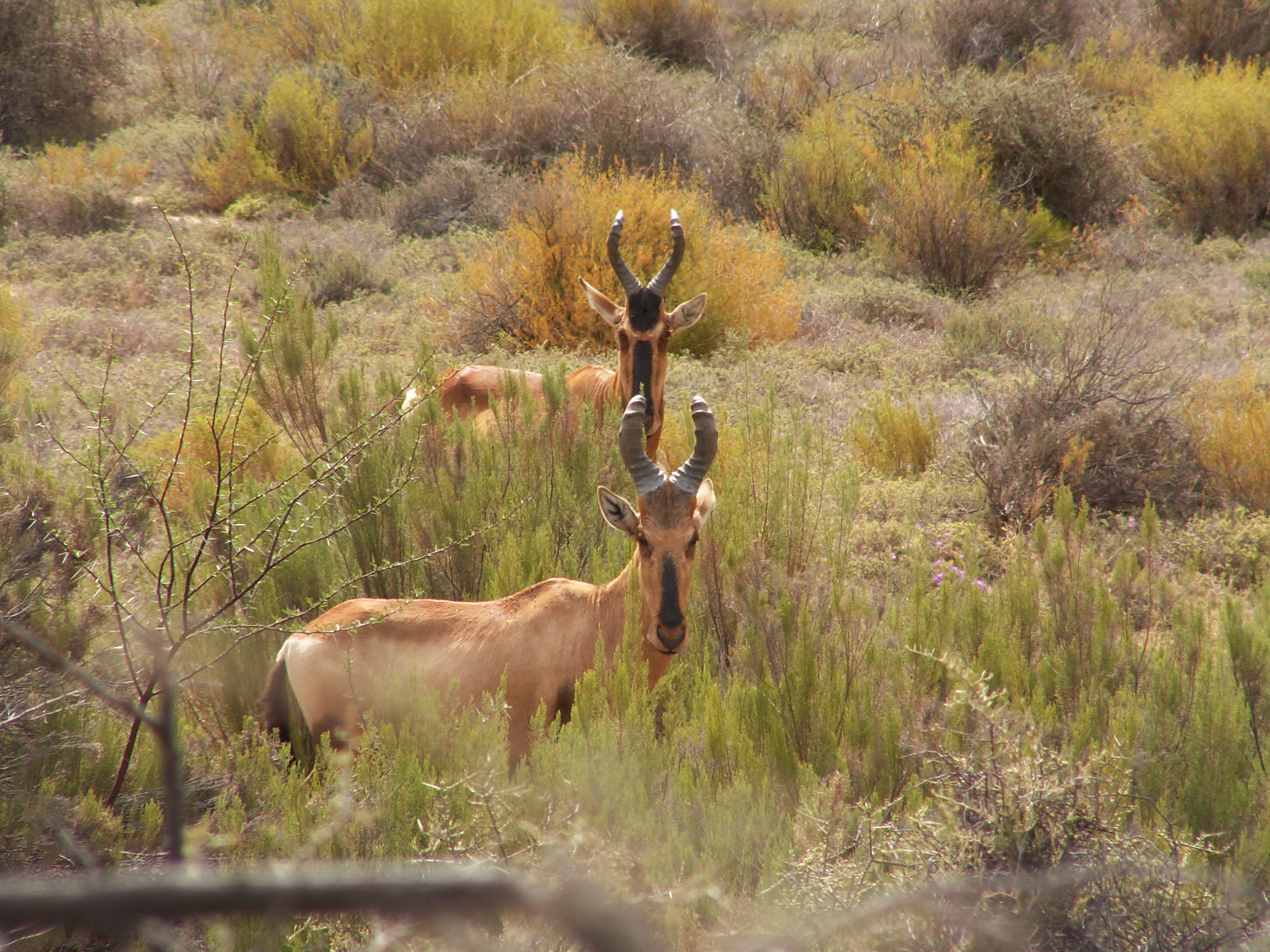
A bozótosban